# Masalia bimaculata
Masalia bimaculata là một loài bướm đêm trong họ Noctuidae.